# Nemanja Miljanović
Nemanja Miljanović (Teslić, 4 agosto 1971) è un allenatore di calcio ed ex calciatore svedese, di ruolo centrocampista, tecnico del Krumovgrad.

## Biografia
È nato in Bosnia-Erzegovina quando era ancora Jugoslavia, ma si è trasferito in Svezia all'età di 15 anni.

## Carriera

### Giocatore
Miljanović, nato in Bosnia-Erzegovina quando era ancora Jugoslavia, è cresciuto calcisticamente in Svezia nel vivaio  dell'Elfsborg giocando anche in prima squadra una volta uscito dal settore giovanile.
Nella prima metà della stagione spagnola 1996-1997, si è trasferito all'Hércules. Qui ha debuttato ufficialmente con la nuova maglia il 27 novembre 1996 nell'incontro di Coppa del Re contro il Levante vinto per 2-0. L'esordio nella Liga è avvenuto invece il successivo 1º dicembre, nella sconfitta per 3-2 sul campo del Logroñés. La sua prima annata in terra spagnola si è conclusa con 1.231 minuti giocati in 22 partite e 2 gol all'attivo, ma la squadra non è riuscita ad evitare la retrocessione in Segunda División. Durante la stagione 1997-1998 il suo impiego è stato condizionato a partire dal momento in cui ad ottobre è arrivato il nuovo tecnico David Vidal al posto di Quique Hernández.
Nel gennaio 1998, Miljanović è tornato a calcare i campi della massima serie con il passaggio al Salamanca, ma è riuscito a giocare solo 3 partite.
È tornato all'Hércules nell'estate seguente, ma la stagione 1998-1999 si è rivelata alquanto difficile per il club sia dal punto di vista economico che da quello dei risultati sportivi, visto il penultimo posto in classifica e la retrocessione in terza serie. Miljanović ha collezionato 8 presenze.
Ha chiuso poi la carriera nel 2000 con i colori dell'Elfsborg.

### Allenatore
Nel 2008 ha assunto l'incarico di allenatore del Proleter Teslić, squadra bosniaca che militava nel secondo campionato nazionale. Dal 2010 al 2013 ha allenato in campionati regionali della Comunità Valenciana, poi nel 2013-2014 è stato tecnico delle giovanili dell'Elche.
Nell'agosto 2014 è tornato in Svezia per occuparsi delle giovanili del Syrianska, andando anche in panchina con la prima squadra nelle ultime due partite della Superettan 2014 come assistente di Zvezdan Milošević. In vista della stagione 2015, è stato promosso a capo della prima squadra.
Dopo aver scelto di non rinnovare con il Syrianska, ha fatto ritorno all'Elfsborg (in precedenza vi aveva militato solo da giocatore) per ricoprire il ruolo di assistente del capo allenatore Magnus Haglund insieme all'altro assistente Janne Mian. Miljanović è rimasto in questa veste per due stagioni, precisamente nei campionati 2016 e 2017.
Nel novembre 2017 era stato presentato come direttore sportivo dell'AFC Eskilstuna, squadra militante in seconda serie, ma il 15 gennaio 2018 è stato nominato capo allenatore dello stesso club con un contratto di tre anni. Il suo primo anno sulla panchina degli arancioni è coinciso con il 3º posto in classifica nella Superettan 2018, piazzamento utile per giocarsi gli spareggi promozione poi vinti contro il Brommapojkarna.
Nel settembre dell'anno successivo, a otto giornate dalla fine dell'Allsvenskan 2019 con la squadra situata in penultima posizione, è tornato al solo ruolo di direttore sportivo per fare spazio in panchina al duo lituano composto dagli allenatori Saulius Širmelis e Saulius Čekanavičius.